# Oligoneuriella pallida
Oligoneuriella pallida is een haft uit de familie Oligoneuriidae. De wetenschappelijke naam van de soort is voor het eerst geldig gepubliceerd in 1855 door Hagen.
De soort komt voor in het Palearctisch gebied.